# 프란체스코 페트라르카
프란체스코 페트라르카(이탈리아어: Francesco Petrarca, 1304년 7월 20일 ~ 1374년 7월 18/19일)는 이탈리아 시인·인문주의자이다.

## 생애
토스카나주 아레초도 아레초에서 출생하여 교황청이 아비뇽으로 이전하자 부친을 따라 그곳으로 옮겨 살았다. 그곳에서 중세의 삼학(三學)을 이수한 후 몽펠리에와 볼로냐 대학에서 법학을 공부했다. 1327년 봄 아비뇽의 성 크레르 교회에서 최초로 라우라를 만났다. 그의 서정시는 주로 그녀의 미를 찬미하고 그녀의 죽음을 애도하는 시였다. 교황을 비롯하여 상류층의 특별한 대우를 받아 그들의 외교사절로 활약한 바도 있으나 보클뤼즈에 은거하면서 라틴어 저술에 많은 시간을 보냈다. 한니발을 격파한 스키피오를 찬미하는 장시 <아프리카>로 1341년 봄, 로마에서 계관시인(桂冠詩人)이 되었다. 이것은 그의 학식과 애국심을 짐작하기에는 족하였으나 시적 가치는 낮은 것이었다. 1343년 콜라 디 리엔초(1313-1354)를 알게 되어 그의 로마 공화정 부흥이라는 대망에 공명하였으나 1350년 콜라는 실각되고 라우라의 부음을 접했다. 1350년 피렌체에서 조반니 보카치오를 만나 평생토록 친교를 맺었다. 말년에는 파도바 근교의 아르콰에서 살았다. 1374년 7월 19일 애독하던 베르길리우스의 시집을 베개 삼아 떠났다.

## 평가
그는 단테에 이어 출현한 이탈리아 최고의 시인으로서 후세에 큰 영향을 주었다. 16세기 프랑스 르네상스가 특히 페트라르카의 영향을 크게 받았으며 이는 페트라르카주의(pétrarquisme)이라 명명되기도 하였다. 또한 14행시는 13세기 시칠리아 파(派)에서 유래한 것이라고 하나, 그가 이 형식으로 쓴 300여 장의 운조(韻調)나 시상이 모두 아름다웠으므로 그가 사용한 이 형식은 유럽 제국(諸國)에 있어서 표준형이 되었다. 그러나 그는 이탈리아어 작품을 중시하지 않았으므로 <서정시집>과 연애, 명성, 정절, 죽음, 시간 등이 각기 소멸하고 영원한 것만이 최후의 승리를 얻는다는 구상의 장시 <개선(凱旋)>이란 작품이 있을 뿐이다. 그 밖의 것은 모두 라틴어로 되어 있고, 그 중에서도 금욕생활을 찬양한 <고독한 생활에 관하여> <종교자의 무위에 관하여> 그리고 성 아우구스티누스의 사상을 빌어 마음의 괴로움을 풀려고 한 <나의 비밀> 등이 중요한 것이다. 그는 세속적 쾌락이나 명성을 구하는 한편 종교적 고독에 묻혀, 상충하는 두 가지 욕구로 번민한 근대인이었다. 또 그에 의하여 발견된 고전들의 고본(稿本)도 많으며 등산의 기쁨을 맛보기 위해 산에 오른 유럽 최초의 등산가이기도 하다.

## 작품
- 칸초니에레(Canzoniere)

페트라르카의 서정시집이다. 1342년경 착수하여 1348년에 일단 완성, 그 후에도 얼마나 퇴고를 계속 했는지는 바티칸에 소장된 원고로 짐작하고도 남는다. 2부로 나뉘어 제1부는 라우라의 생전에 쓴 시로 소네트 225편, 칸초네 21편 등 합계 246편이며 제2부는 그녀 사후의 시로 소네트 90편, 칸초네 8편 등 합계 100편으로 되어 있다. 라우라는 베아트리체와 달리 어디까지나 아름다운 육체를 지녔으되 사후는 '손바닥만한 땅에 묻히는' '한 줌의 흙'이 된 여성으로, 시인에게는 그녀의 눈이나 가슴, 금발의 아름다움은 기쁨이자 괴로움으로, 그 심정의 기복을 자연의 묘사, 고전의 인용, 용어의 멋진 표현을 통하여 완벽한 시형으로 다듬은 시집으로 기나긴 성모의 찬송으로 끝맺고 있다. 그 밖에 정쟁(政爭)이나 교황청 비난의 시 "나의 이탈리아여"로 시작하여 "나는 외치고 외치노라. 평화, 평화, 평화라고"하는 명구로 끝나는 애국시 등도 포함한다.